# Сабинил (консул 266 г.)
Сабинил (Sabinillus) е политик и сенатор на Римската империя през 3 век.
Приятел е на император Галиен и философа Плотин и привърженик на неоплатонизма.
На 1 януари 266 г. той става консул заедно с император Галиен.